# 웨슬리 포파나
웨슬리 포파나 (Wesley Fofana, 2000년 12월 17일 ~ )는 프랑스의 축구 선수이며, 현재 첼시에서 수비수로 뛰고 있다.

## 클럽 경력
2018년 5월 15일 포파나는 생테티엔과 첫 프로 계약을 맺었다. 그는 2019년 5월 18일에 3-0으로 승리한 OGC 니스전에서 리그 1 데뷔전을 치렀다.
2020년 10월 2일 포파나는 프리미어리그 클럽 레스터 시티와 미공개 이적료로 5년 계약을 맺고 이적했다.
2022년 8월 31일, 그는 초기 7000만 파운드 (약 1,060억)의 이적료에 잉글랜드의 첼시로 이적했다. 옵션을 충족하면 추후 7500만 파운드(약 1,136억)에 달한다.

## 사생활
프랑스에서 태어난 포파나는 말리계이다.